# 朱厚爝
徽恭王朱厚爝（1506年—1550年），明朝宗室、音樂家，徽簡王朱祐庶第一子，明英宗曾孙，明朝第三代徽王。

## 生平
正德十三年（1518年）六月，明武宗派遣清平伯吳傑等人為正使，鴻臚寺左寺丞張文澍等人為副使，持節前往河南冊封朱厚爝為安邑王。嘉靖四年（1525年）十月，生父朱祐檯逝世，朱厚爝奉朝廷之命，負責管理徽府事務。嘉靖五年（1526年）十月，明世宗派遣武進伯朱江等人為正使，翰林院編修王教等人為副使，持節冊封朱厚爝為徽王。
嘉靖十六年（1537年）正月，朱厚爝向朝廷上贡白兔，并为此著頌辞以记此事，因当时皇嗣刚出生，世宗将此视为吉兆，下詔褒奖朱厚爝，并将白兔留在宮中。
嘉靖十八年（1539年）三月，世宗出巡至鈞州，朱厚爝出迎圣驾，又进京城谒见，世宗为此傳旨褒奖朱厚爝，賜筵席，命使节将他送还钧州，还賜他每年金幣及祿米三百石。同年七月，世宗应朱厚爝之请求，为徽府新筑楼阁賜名養德，但拒绝赏赐相应的文房器具及奇珍异宝。
嘉靖十九年（1540年），朱厚爝乞求朝廷册封长子伍城王朱載埻之養母為次妃，世宗称历史上没有册封養母为妃的案例，但因为朱厚爝父子情詞恳切，破例册封。
朱厚爝好彈奏古琴，當時有琴匠與鈞州知州陳吉交惡，朱厚爝偏袒琴匠，彈劾陳吉入獄。河南巡撫雒昂及巡按御史王三聘為陳吉申冤。世宗大怒，將三人皆逮捕下獄，並下令雒昂廷杖於闕下，流放陳吉及王三聘，當時輿論皆非議徽王；朱厚爝為此感到擔憂，故而以重金賄賂世宗所寵幸道士陶仲文，陶仲文遂向世宗進言徽王忠敬且勤於修道。世宗大喜，封朱厚爝為太清輔玄宣化忠道真人，並鑄造金印賜予他；后来其子朱載埨袭封徽王，因作恶多端被废黜后，世宗下令锦衣卫差遣官吏收回金印。
嘉靖二十九年（1550年），朱厚爝逝世，朝廷差遣泰寧侯陳㻞前往主持祭祀及葬礼，并赐其諡號恭，長子朱載埻早逝，一年後庶次子朱載埨嗣位为第四代徽王。

## 音乐造诣
朱厚爝长于古琴，并著有琴学专著《風宣玄品》十卷，该著作沿袭了宋朝《太古遺音》的余绪，代表了明朝前期琴学的主流倾向。